# Bahnstrecke Saint-Julien–Saint-Florentin-Vergigny
| Bahnstrecke Paris–Marseille gen Osten. Links zweigt die Strecke nach Brienne-le-Château ab. |                      | | |
| Streckennummer (SNCF): | 832 000              | | |
| Streckenlänge: | 51,6 km              | | |
| Spurweite: | 1435 mm (Normalspur) | | |
| Maximale Neigung: | 8 ‰                  | | |
| Zweigleisigkeit: | ehem. ja             | | |
| |                      | | |
| \| \| \| Bahnstrecke Paris–Mulhouse von Paris-Est \| \| \| \| 166,2 \| Troyes \| 113 m \| \| \| 169,7 \| Abzw. Saint-Julien \| Abzw. Saint-Julien \| \| \| \| \| \| \| \| ~170 \| Bahnstrecke Paris–Mulhouse nach Mulhouse u. Bahnstrecke Troyes–Brienne-le-Château n. Brienne-le-Ch. \| Bahnstrecke Paris–Mulhouse nach Mulhouse u. Bahnstrecke Troyes–Brienne-le-Château n. Brienne-le-Ch. \| \| \| \| \| \| \| \| \| Bahnstrecke Saint-Julien–Gray nach Gray \| \| \| \| 171,8 \| Bréviandes \| Bréviandes \| \| \| 174,8 \| Saint Leger-Moussey \| Saint Leger-Moussey \| \| \| \| A 5 \| \| \| \| 178,8 \| Roncenay-Bouilly \| Roncenay-Bouilly \| \| \| \| Entwidmungsbeginn \| \| \| \| 182,1 \| Saint-Jean-de-Bonneval \| Saint-Jean-de-Bonneval \| \| \| 187,8 \| Jeugny \| Jeugny \| \| \| 190 \| Tunnel de Jeugny (174 m) \| Tunnel de Jeugny (174 m) \| \| \| 192 \| Saint-Phal-Chamoy \| Saint-Phal-Chamoy \| \| \| 197,3 \| Auxon \| Auxon \| \| \| 202,7 \| Ervy-le-Châtel \| Ervy-le-Châtel \| \| \| 207,6 \| Courtaoult \| Courtaoult \| \| \| ~209,9 \| Départementsgrenze Aube/Yonne \| Départementsgrenze Aube/Yonne \| \| \| ~212 \| Entwidmungsende \| Entwidmungsende \| \| \| 212,4 \| Neuvy-Sautour \| Neuvy-Sautour \| \| \| 218 \| Saint Florentin-Est \| Saint Florentin-Est \| \| \| 218,5 \| Armance \| Armance \| \| \| 219,1 \| Canal de Bourgogne \| Canal de Bourgogne \| \| \| 219,3 \| Armançon \| Armançon \| \| \| \| Bahnstrecke Paris–Marseille von Marseille \| \| \| \| 221,3 172,3 \| Saint Florentin-Vergigny \| Saint Florentin-Vergigny \| \| \| 169,5 \| Bahnstrecke Saint-Florentin–Monéteau-Gurgy n. Mon.-G. \| Bahnstrecke Saint-Florentin–Monéteau-Gurgy n. Mon.-G. \| \| \| \| Bahnstrecke Paris–Marseille nach Paris Gare de Lyon \| \| |                      | | |
| Strecke |                      | Bahnstrecke Paris–Mulhouse von Paris-Est                                                            | Bahnstrecke Paris–Mulhouse von Paris-Est                                                            |
| Bahnhof | 166,2                | Troyes                                                                                              | 113 m                                                                                               |
| | 169,7                | Abzw. Saint-Julien                                                                                  | Abzw. Saint-Julien                                                                                  |
| |                      | | |
| Strecke · Abzweig geradeaus, nach links und ehemals von links · Strecke quer | ~170                 | Bahnstrecke Paris–Mulhouse nach Mulhouse u. Bahnstrecke Troyes–Brienne-le-Château n. Brienne-le-Ch. | Bahnstrecke Paris–Mulhouse nach Mulhouse u. Bahnstrecke Troyes–Brienne-le-Château n. Brienne-le-Ch. |
| |                      | | |
| Strecke nach links · Kreuzung geradeaus oben · Strecke quer |                      | Bahnstrecke Saint-Julien–Gray nach Gray                                                             | Bahnstrecke Saint-Julien–Gray nach Gray                                                             |
| ehemaliger Haltepunkt / Haltestelle | 171,8                | Bréviandes                                                                                          | Bréviandes                                                                                          |
| ehemaliger Haltepunkt / Haltestelle | 174,8                | Saint Leger-Moussey                                                                                 | Saint Leger-Moussey                                                                                 |
| Strecke mit Straßenbrücke |                      | A 5                                                                                                 | A 5                                                                                                 |
| ehemaliger Haltepunkt / Haltestelle | 178,8                | Roncenay-Bouilly                                                                                    | Roncenay-Bouilly                                                                                    |
| |                      | Entwidmungsbeginn                                                                                   | |
| Haltepunkt / Haltestelle (Strecke außer Betrieb) | 182,1                | Saint-Jean-de-Bonneval                                                                              | Saint-Jean-de-Bonneval                                                                              |
| Haltepunkt / Haltestelle (Strecke außer Betrieb) | 187,8                | Jeugny                                                                                              | Jeugny                                                                                              |
| Tunnel (Strecke außer Betrieb) | 190                  | Tunnel de Jeugny (174 m)                                                                            | Tunnel de Jeugny (174 m)                                                                            |
| Haltepunkt / Haltestelle (Strecke außer Betrieb) | 192                  | Saint-Phal-Chamoy                                                                                   | Saint-Phal-Chamoy                                                                                   |
| Bahnhof (Strecke außer Betrieb) | 197,3                | Auxon                                                                                               | Auxon                                                                                               |
| Haltepunkt / Haltestelle (Strecke außer Betrieb) | 202,7                | Ervy-le-Châtel                                                                                      | Ervy-le-Châtel                                                                                      |
| Haltepunkt / Haltestelle (Strecke außer Betrieb) | 207,6                | Courtaoult                                                                                          | Courtaoult                                                                                          |
| Grenze (Strecke außer Betrieb) | ~209,9               | Départementsgrenze Aube/Yonne                                                                       | Départementsgrenze Aube/Yonne                                                                       |
| | ~212                 | Entwidmungsende                                                                                     | Entwidmungsende                                                                                     |
| ehemaliger Haltepunkt / Haltestelle | 212,4                | Neuvy-Sautour                                                                                       | Neuvy-Sautour                                                                                       |
| ehemaliger Bahnhof | 218                  | Saint Florentin-Est                                                                                 | Saint Florentin-Est                                                                                 |
| Brücke über Wasserlauf | 218,5                | Armance                                                                                             | Armance                                                                                             |
| Brücke über Wasserlauf | 219,1                | Canal de Bourgogne                                                                                  | Canal de Bourgogne                                                                                  |
| Brücke über Wasserlauf | 219,3                | Armançon                                                                                            | Armançon                                                                                            |
| Abzweig geradeaus und von links |                      | Bahnstrecke Paris–Marseille von Marseille                                                           | Bahnstrecke Paris–Marseille von Marseille                                                           |
| Bahnhof | 221,3 172,3          | Saint Florentin-Vergigny                                                                            | Saint Florentin-Vergigny                                                                            |
| Abzweig geradeaus und ehemals nach links | 169,5                | Bahnstrecke Saint-Florentin–Monéteau-Gurgy n. Mon.-G.                                               | Bahnstrecke Saint-Florentin–Monéteau-Gurgy n. Mon.-G.                                               |
| Strecke |                      | Bahnstrecke Paris–Marseille nach Paris Gare de Lyon                                                 | Bahnstrecke Paris–Marseille nach Paris Gare de Lyon                                                 |

Die Bahnstrecke Saint-Julien–Saint-Florentin-Vergigny ist eine eingleisige, nicht elektrifizierte Eisenbahnstrecke in Frankreich. Sie ging 1891 in Betrieb und wurde zusammen mit der Bahnstrecke Troyes–Brienne-le-Château zweigleisig konzipiert und konnte durch Umgehung von Troyes und Saint-Julien durchgehend befahren werden. Von der Gesamtlänge von 52 km liegen 43 im Département Aube.

## Streckenführung

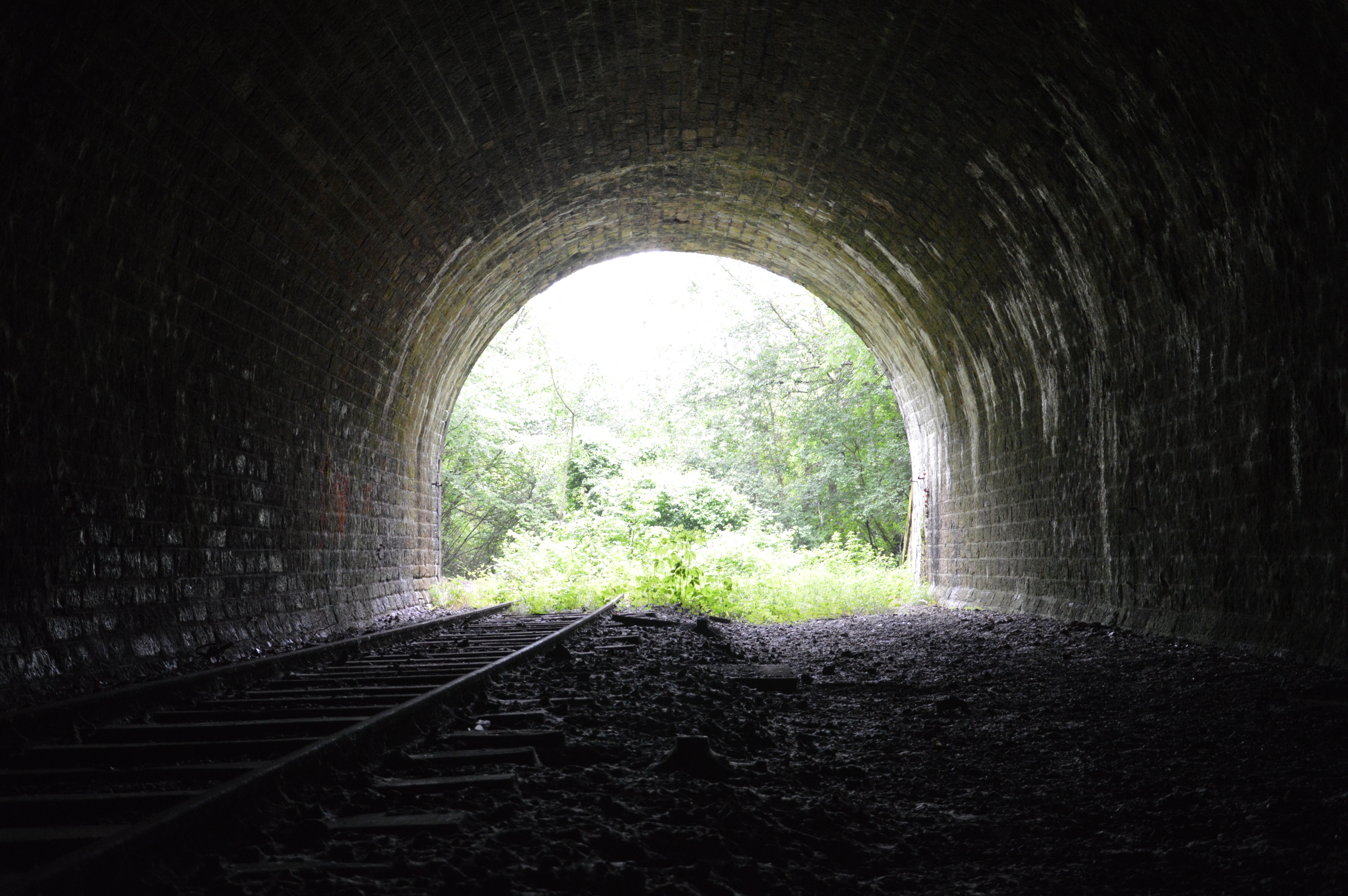
Westportal, 2011

Die Strecke verläuft grob in Nordost-Südwest-Richtung parallel zur N 77, stets südöstlich im Abstand von ein bis sieben Kilometer. Sie verbindet die beiden Magistralen Paris–Mulhouse und Paris–Lyon–Marseille. Unterwegshalte waren unbedeutend sowohl für den Güter- als auch für den Personenverkehr. Entsprechend waren die Unterwegshalte bis auf Saint-Julien Ostbahnhof und Auxon ohne Weichen ausgestattet. Mit dem Abbau des zweiten Gleises im Zweiten Weltkrieg durch die deutschen Besatzer wurde dieses jedoch zum Kreuzen der Züge an allen Stationen belassen und mit Weichen Verbindungen hergestellt.
Beim Bau der Strecke wurden keine besonderen topografischen Anforderungen gestellt, erhielt jedoch auf dem Gemeindegebiet von Jeugny den einzigen, 174 Meter langen Eisenbahntunnel im Département Aube. Dieser Tunnel ist nur von einer dünnen Deckschicht überzogen, seine Erbauung erfolgte in der Tradition der bergmännischen Sprengtechnik.
In Roncenay, 11 Kilometer südsüdwestlich von Troyes, wird ein Getreidesilo betrieben, zu dem Eisenbahnverkehr notwendig ist und eine Entwidmung der Strecke bisher verhinderte. Der wichtigste Bahnhof war in Auxon. Dort gab es mehrere Gleise, eine Güterhalle und eine Rampe zum Verladen von Militärfahrzeugen.

## Geschichte
Bereits 1842 wurde über eine Verbindung zwischen Saint-Florentin und Troyes mit seinem südlichsten Seine-Hafen diskutiert. Eine Enquete-Kommission widmete diesem Streben in dem Dossier Chemin de fer de Paris à Lyon, et de Paris à Strasbourg: Rapport de la Commission d’enquête du département de l’Aube einen eigenen Abschnitt. Doch erst mit dem Frecyinet-Plan, dem Gesetz vom 17. Juli 1879 für die Errichtung von 181 Eisenbahnstrecken (Loi qui classe 181 lignes de Chemins de fer dans le réseau des Chemins de fer d’interêt général), wird diese Strecke genannt, genehmigt und gebaut. Sie war ein Teilabschnitt auf der Verbindung Auxerre–Vitry-le-François, der aus sechs Kilometern der Bahnstrecke Laroche-Migennes–Cosne und ferner aus den Abschnitten Bahnstrecke Saint-Florentin–Monéteau-Gurgy, Troyes–Brienne-le-Château, sechseinhalb Kilometern der Bahnstrecke Jessains–Sorcy und der Bahnstrecke Vallentigny–Vitry-le-François bestand. Die Konzession zum Streckenbau erhielten die Chemins de fer de l’Est. Am 2. Februar 1881 wurde sie für gemeinnützig, also auch für den Personenverkehr benötigt, erklärt.
Die Verlängerung der Strecke nach Monéteau-Gurgy zur Vollendung der Planungen von 1879 konnte erst 1926, also 45 Jahre später, in Dienst gestellt und damit vollendet werden. Diese Strecke zählt zu den Strategischen Bahnen und ist in ihrer Anlage vollständig kreuzungsfrei mit Überwerfungsbauwerken ausgeführt. Mit der Entfernung des zweiten Gleises wurde diese Konzeption hinfällig.
Seit 1996 verkehren keine Personenzüge mehr. Seit 2005 ist auch ein Großteil der Strecke für den übrigen Verkehr gesperrt.